# 사생활권
사생활권(私生活權) 또는 프라이버시권(영어: Right to privacy)은 개인의 프라이버시를 위협하는 정부 및 민간 행위를 억제하기 위한 다양한 법적 전통의 한 요소다. 150개 이상의 국가 헌법이 사생활에 대한 권리를 언급하고 있다.
1948년 세계인권선언 제12조에 유엔은 다음과 같이 명시하고 있다 :
- 그 누구도 사생활, 가족, 가정 또는 통신에 대한 자의적인 간섭을 받지 않으며, 명예와 평판에 대한 공격도 받지 않는다. 모든 사람은 그러한 간섭이나 공격에 대해 법의 보호를 받을 권리가 있다.[4]

NSA 전 직원 에드워드 스노든이 시작한 2013년 글로벌 감시 공개 이후 프라이버시 권리는 국제적인 논쟁의 대상이 되어 왔다. NSA, CIA, R&AW, GCHQ와 같은 정부 기관들은 대량, 세계적인 감시 활동을 해 왔다.
프라이버시 권리를 둘러싼 최근의 논쟁 중에는 프라이버시가 개인의 삶의 많은 세부사항에 접근하고 분석하는 정보기관의 현재 능력과 공존할 수 있는지 여부, 추측되는 테러 위협에 대한 방어를 강화하기 위한 사회적 계약의 일환으로 프라이버시 권리가 상실되는지 여부, 그리고 그러한 능력이 공존하는지 여부 등이 있다.테러리즘의 반복은 일반 대중을 염탐하기 위한 유효한 구실이다.
민간 부문 행위자들은 개인 데이터를 사용하고 수집하는 아마존, 애플, 페이스북, 구글, 야후와 같은 기술 회사들, 특히 개인 정보 보호 권리를 위협할 수도 있다. 이러한 우려는 심리학 회사인 케임브리지 애널리티카가 페이스북의 개인 데이터를 사용하여 많은 사람들에게 영향을 미치는 페이스북-캠브리지 애널리티카 데이터 스캔들을 포함한 스캔들로 인해 강화되었다.

## 역사
인간의 '사생활권'의 개념은 12세기 이탈리아 볼로냐의 데크레툼 그라티아니에 의해 라틴어 'ius'가 '무엇이 공정한가'라는 뜻에서 '사람이 무엇을 통제하거나 주장할 권리 - 권리'를 포함하는 것으로 확대되면서 시작된다.
미국에서는 1890년 12월 15일자 하버드 법학 리뷰에 새뮤얼 D 변호사가 쓴 기사가 실렸다. '사생활권'이라는 제목을 가진 워렌과 미래의 미국 대법관 루이스 브랜데이스는 종종 미국의 사생활권에 대한 첫 번째 명시적 발견으로 언급된다. 워렌과 브랜다이스는 사생활이 "그냥 내버려둘 권리"라고 썼고, 개인들을 보호하는 데 초점을 맞췄다. 이러한 접근방식은 '황색 저널리즘'으로도 알려진 사진이나 선정주의 저널리즘과 같은 당대의 최근 기술 발전에 대한 대응이었다.
프라이버시 권리는 본질적으로 정보기술과 얽혀 있다. 그의 널리 인용된 올름스테드 대전의 반대 의견. 미국 (1928년) 브랜다이스는 1890년 자신의 기사 "The Right to Privacy"에서 그가 발전시킨 생각에 의존했다. 그 반대 의견에서, 그는 "정부는 잠재적 사생활 침해자로 식별되었다"고 말할 정도로 개인의 사생활 문제가 헌법과 더 관련이 있다고 촉구했다. 그는 "발견과 발명은 정부가 궁지에 몰린 것보다 훨씬 더 효과적인 방법으로 벽장에 속삭이는 것에 대해 법정에서 공개하는 것을 가능하게 했다"고 쓰고 있다. 그 당시 전화는 종종 공동체의 자산이었고, 공유된 당회선과 잠재적으로 도청 교환기 운영자들이 있었다. 1967년, Katz가 될 무렵, 전화는 집 전체에서 공유되지 않는 회선이 있는 개인용 기기가 되었고, 전화 교환은 전기 기계식이었다. 1970년대에 새로운 컴퓨팅과 기록 기술은 프라이버시에 대한 우려를 더 많이 불러일으켰고, 그 결과 공정한 정보 관행 원칙이 생겨났다.
최근 몇 년 동안 "사생활권"을 명확하고 정확하게 정의하려는 시도가 거의 없었다.

### 개인의 권리
앨런 웨스틴은 신기술이 프라이버시와 공개의 균형을 바꾸고 프라이버시 권리가 민주적 절차를 보호하기 위해 정부의 감시를 제한할 수 있다고 믿는다. Westin은 프라이버시를 "개인, 그룹 또는 기관이 자신에 대한 정보를 언제, 어떻게, 어느 정도 다른 사람에게 전달하는지 스스로 판단해야 한다는 주장"으로 정의한다. 웨스틴은 고독, 친밀감, 익명성, 예비성의 네 가지 프라이버시 상태를 묘사한다. 이들 국가는 참여와 규범의 균형을 유지해야 한다:
- 각 개인은 자신이 살고 있는 사회가 정한 환경 조건과 사회 규범에 비추어 사생활에 대한 욕구와 타인에 대한 공개와 의사소통에 대한 욕구의 균형을 맞추는 개인 조정 과정에 끊임없이 종사하고 있다. — 앨런 웨스틴, 프라이버시 앤 프리덤, 1968년[8]

자유민주주의 체제하에서 프라이버시는 정치생활과는 별개의 공간을 만들고 개인의 자율성을 허용하는 동시에 결속과 표현의 민주적 자유를 보장한다. 개인에 대한 프라이버시는 다른 사람의 감시나 감시 없이 행동하고, 생각하고, 말하고, 생각을 표현하는 능력이다. 개인은 정치적 집회에 참석하고 온라인상에서 사이비 이름을 사용해 자신의 신분을 숨기는 선택을 통해 표현의 자유를 행사한다.
David Flaherty는 네트워크로 연결된 컴퓨터 데이터베이스가 프라이버시에 위협을 가한다고 믿는다. 그는 '개인정보의 수집, 이용, 보급'을 수반하는 프라이버시의 한 측면으로서 '데이터 보호'를 전개한다. 이 개념은 전 세계 정부가 사용하는 공정한 정보 실천의 토대를 형성한다. Flaherty는 정보 통제로서 사생활에 대한 생각을 전달한다. "개인은 혼자 내버려 두기를 원하고 그들에 대한 정보가 어떻게 사용되는지에 대해 어느 정도 통제력을 발휘하기를 원한다."
Marc Rotenberg는 프라이버시에 대한 현대적 권리를 공정한 정보 관행으로 묘사했다. "개인정보 수집 및 이용과 관련된 권리와 책임" Rotenberg는 데이터 주체에 대한 권한의 배분은 데이터 전달과 데이터 실무에 관한 정보의 비대칭성 때문에 데이터 수집기에 책임이 할당된다고 강조한다.
리처드 포스너와 로렌스 레시그는 개인정보 통제의 경제적 측면에 초점을 맞추고 있다. 포스너는 개인정보가 정보를 은폐하고 있어 시장 효율성이 떨어진다고 비판한다. 포스너에게 있어서 고용은 노동시장에서 자신을 파는 것인데, 그는 그것이 상품을 파는 것과 같다고 생각한다. 보고되지 않은 '제품'의 어떤 '결함'도 사기일 뿐이다. Lessig의 경우, 온라인상의 개인정보 침해는 코드와 법률을 통해 규제될 수 있다. 레시그는 "사람들이 권리를 재산권이라고 생각한다면 사생활의 보호가 더 강해질 것"이라며 "개인은 자신에 대한 정보를 통제할 수 있어야 한다"고 주장한다. 프라이버시에 대한 경제적 접근법은 프라이버시에 대한 공동의 개념을 유지하기 어렵게 한다.

### 집단적 가치와 인권
프라이버시를 민주주의 사회의 기능에서 필수적인 요소인 기본적 인권으로 재구성하려는 시도가 있었다. 아미타이 에지오니(Amitai Etzioni)는 사생활에 대한 공산주의적 접근법을 제안한다. 이를 위해서는 사회질서 확립을 위한 공유된 도덕적 문화가 필요하다. Etzioni는 "[p]rivacy는 다른 많은 것 중에서 단지 하나의 선에 불과하다,"고 생각하며, 기술적 영향은 지역사회의 책임과 감독에 달려 있다고 믿는다. 그는 사생활 보호법은 정부의 감시만을 증가시킨다고 주장한다.
프리실라 레건은 개인의 프라이버시 개념이 철학적으로나 정책적으로 실패했다고 믿는다. 그녀는 공동의 인식, 공공의 가치, 그리고 집단적 구성 요소라는 세 가지 차원으로 사생활의 사회적 가치를 지지한다. 프라이버시에 대한 공유된 생각은 양심의 자유와 생각의 다양성을 허용한다. 공공의 가치는 언론과 결사의 자유를 포함한 민주적 참여를 보장하고, 정부 권력을 제한한다. 집단적 요소는 사생활을 나눌 수 없는 집단적 선으로 묘사한다. Regan의 목표는 "만약 우리가 사생활의 공동의 가치와 공공의 가치뿐만 아니라 집단적이거나 공익적인 가치를 인식했다면, 사생활 보호를 옹호하는 사람들은 사생활 보호를 주장하는 더 강력한 근거를 가질 것"이라는 정책 입안에서의 프라이버시 주장을 강화하는 것이다.
레슬리 레건 셰이드는 의미 있는 민주적 참여를 위해서는 사생활에 대한 인간의 권리가 필요하다고 주장하고 인간의 존엄성과 자율성을 보장한다. 프라이버시는 정보가 어떻게 분배되는지, 그리고 이것이 적절한지에 대한 규범에 따라 달라진다. 사생활 침해는 상황에 따라 달라진다. 사생활에 대한 인권은 유엔인권선언에 선례가 있다. Shadd는 사생활은 시장을 통해서가 아니라 사람 중심적인 관점에서 접근되어야 한다고 믿는다.

## 다른 국가의 개인 정보 보호법
개인 정보 보호법은 정부 및 민간 부문 행위자에게 모두 적용될 수 있다.

### 미국
주요기사 : 미국의 개인정보보호법
헌법과 미국 권리장전은 사생활에 대한 권리를 명시적으로 포함하지 않는다.
그리즈월드 대 코네티컷 주 대법원은 381년 미국 479년(1965) 헌법이 건국 전문에 있는 페넘브라를 통한 정부 침입에 대한 사생활을 침해할 수 있는 권리를 부여한다고 판결했다.
1890년 워렌과 브랜다이스 법률 검토 기사 '프라이버시 권리'는 미국의 프라이버시 권리에 대한 첫 암묵적 발견으로 자주 인용된다.
이 사생활권은 1922년 강제적인 공교육을 필요로 하는 오리건 주의 성공적인 계획을 무효화시킨 피어스 대 자매결연, 텍사스 낙태법을 무너뜨리고 그에 따라 법을 집행하는 주 권한을 제한한 로 대 웨이드, 텍사스의 소도미 법을 무너뜨리고 따라서 소도미에 대한 법을 집행할 주 권한을 없앤 로렌스 대 텍사스를 포함한 광범위한 시민자유 사건에 관련된 결정의 정당화였다.
미국의 대부분의 주들도 사생활에 대한 권리를 부여하고 그 권리에 근거하여 네 가지 불법행위를 인정한다.
1. 은둔 또는 고독 또는 사사로운 일에 대한 침입
2. 당혹스러운 사적인 사실의 공개
3. 사람을 그릇된 시각으로 보는 공공성
4. 이름 또는 유사성의 전용.

위의 네 가지 사생활 침해는 윌리엄 프로서(William Prosser)에 의해 1960년 "프라이버시(Privacy)"라는 제목의 캘리포니아 법 리뷰 기사에서 소개되었다. 어떤 사람들은 이러한 불법행위가 사무엘 워렌과 루이 브랜데이스의 "개인정보 보호권" 기사와 함께 현대 미국 개인정보보호법안의 기초를 형성한다고 주장한다.

### 유럽 연합
EU 일반 데이터 보호 규정에 따르면, 시민에 대한 데이터는 특정한 경우에만 수집되거나 특정한 조건 하에 처리될 수 있다.

### 중국
개인 정보 보호권이 중국에 적용되었다.

### 이스라엘
2005년 하이파 법기술센터 학생들은 사생활에 대한 권리를 "별도의 법적 권리로 규정해서는 안 된다"고 주장했다. 그들의 추리에 따르면, 일반적으로 사생활과 관련된 기존의 법률은 충분해야 한다.윌리엄 프로서 같은 다른 전문가들은 법원 시스템의 주요 개인 정보보호 사건들 사이의 "공통적인 근거"를 찾으려고 시도했지만 실패했다. 그러나 이스라엘의 한 로스쿨은 "디지털 환경에서의 사생활"이라는 주제에 대해 "사생활권을 그 자체로 법적 보호를 받을 만한 독립적인 권리로 보아야 한다"고 제안한다. 따라서 IASB는 "개인정보 보호권"에 대한 실무적 정의를 제안하였다.
- 프라이버시 권리는 우리 주변에 도메인을 둘 수 있는 권리인데, 여기에는 우리의 신체, 가정, 재산, 생각, 감정, 비밀, 정체성 등 우리 일부인 모든 것들이 포함된다. 프라이버시 권리는 우리에게 이 영역의 어떤 부분이 다른 사람들이 접근할 수 있는지 선택할 수 있는 능력을 주고, 우리가 공개하기로 선택한 부분의 사용 범위, 방법 및 시기를 통제할 수 있는 능력을 준다.[23]

### 인도
JS 케하르 대법원장이 이끄는 9명의 대법관 판사는 2017년 8월 24일 프라이버시 권리가 인도 헌법(대부분 제21조 및 추가적으로 제3부 권리에 따른)에 따라 인도 시민에 대한 기본권이라고 판결했다. 그러므로 정부가 통과시킨 어떤 입법도 그것을 과도하게 위반할 수는 없다. 구체적으로, 법원은 현행 법률을 통한 합법성, 즉 합법성과 비례성의 측면에서 침략의 목적과 그 목적을 달성하기 위해 채택된 수단 사이의 합리적 연관성을 보장하는 21조 권리 침해에 필요한 세 가지 방법의 시험을 채택했다. 이 해명은 집권 정부의 변덕과 환상에 대한 향후 우파의 희석을 막기 위해 결정적이었다. 법원은 증가하는 디지털 시대의 도전에 대처하기 위해 기본권에 대한 자유로운 해석을 채택하였다. 그것은 개인의 자유가 디지털 공간으로 확장되어야 하고 개인의 자율성과 사생활이 보호되어야 한다고 주장했다.
대법원의 이번 판결은 2018년 9월 6일 인도에서 동성애를 형사처벌할 수 있는 길을 열어준 것으로, 이에 따라 두 명의 동의 성인의 동성 간 성관계를 비공개로 합법화했다. 인도는 세계 최대의 민주주의 국가로서 이번 판결로 미국, 캐나다, 남아프리카공화국, 유럽연합, 영국에 가입하여 이 기본권을 인정하게 되었다.
페이스북이 2014년 왓츠앱을 인수한 뒤 페이스북과 함께 하는 새로운 데이터 공유 정책이 대법원에서 도전장을 내밀었다. 대법원은 사생활을 침해할 수 있는 권리가 민간단체에 대해 집행될 수 있는지 판단해야 한다.

### 호주
호주에서 민간 또는 기밀 자료를 보는 것은 비난받을 만한 범죄다. 공무원들이 무단으로 경찰 컴퓨터를 보고 체포됐다.

## 정부 - 대규모 감시
추가 정보: 글로벌 보안 감시, Edward Snowden 및 글로벌 보안 감시 공개(2013–현재)
국가안보국(NSA), CIA, GCHQ와 같은 정부 기관들은 세계 각국에서 대규모 감시를 할 수 있다. 나토 회원국이 실시하는 프리즘, 미스틱 등의 프로그램은 방대한 양의 메타데이터, 인터넷 이력, 심지어 다양한 국가의 전화 통화의 실제 녹음까지 수집할 수 있다.
연방차원의 국내법 집행은 연방수사국(Federal Bureau of Investigation)에 의해 실시되기 때문에 이들 기관은 미국 데이터를 수집할 수 있는 권한을 부여받은 적이 없다.
9.11 테러 이후, NSA는 미국과 시민들에게 감시 장비를 돌렸다.
2013년 3월 제임스 클래퍼 당시 국가정보국장은 NSA가 미국인에 대한 자료를 '잠시' 수집하지 않는다는 맹세를 통해 증언했다. 클래퍼는 나중에 이 진술을 철회했다.
정부 소유의 개인 정보 및 시민 자유 감시 위원회(PCLOB)는 기밀 보안 문서를 검토한 결과, 2014년에 이 프로그램이 대테러나 테러 공격의 혼란에 "구체적인 차이를 만든 미국에 대한 위협과 관련된 단일 사례"를 가지고 있다는 것을 발견했다.
프로그램의 존재는 국방과 법 집행을 위한 이익이라는 측면에서 지휘자에 의해 정당화된다.[필요하다] 그들은 개인의 사생활 권리와 상충한다. 그러므로 프라이버시 옹호자들은 그들의 비난자들과 국방과 정보 운영에 대한 일반적인 반대와 연관될 수 있다.

## 민간 부문 - 저널리즘
특히 언론에 사생활에 대한 정보가 보도될 때 사생활의 권리가 침해된다는 주장이 자주 제기된다. 그러나 언론의 관점은 일반 대중은 공인으로서의 지위를 가진 사람들에 대한 개인정보를 알 권리가 있다는 것이다. 이러한 구별은 대부분의 법적 전통에 언론의 자유라는 요소로 암호화되어 있다.

### 사적 사실의 공표
사적 사실을 공표하는 것은 법률에 따른 사적 사실의 뉴스워티와 사적 사실이 가지고 있는 보호에 관한 것을 말한다. 어떤 사실이 대중에게 중요한 뉴스거리를 가지고 있다면, 그것은 언론의 자유 아래 법에 의해 보호된다. 그러나 사실이 사실이더라도, 뉴스 가치가 없다고 해서 반드시 보호되는 것은 아니다. 디지털 미디어 법 프로젝트는 성적 지향, HIV 상태, 재정 상태와 같은 예를 사용하여 이러한 것들이 게시되는 수치에게 공개적으로 해가 될 수 있음을 보여준다.[34] 문제는 뉴스워티의 정의에서 비롯된다.

### 뉴스 가치
디지털 미디어 법 프로젝트에 따르면, 법원은 보통 사적인 사실의 공표에 있어서 언론 편을 들 것이다. 이것은 미국 헌법에서 언론의 자유를 지지하는 데 도움이 된다. "영화배우, 정치인, 프로선수 등 저명인사의 사생활뿐만 아니라 근래 거의 모든 종목에 대한 정당한 공익이 있다." 디지털미디어법프로젝트에서는 이러한 진술을 특정 사례에 인용하여 지원한다. 대부분의 최근의 사건들과 저명한 인물들이 뉴스거리가 될 만한 것으로 여겨지지만, 병적인 호기심으로 지나칠 수도, 깊을 수도 없다. 한 사람이 뛰어난 인물이 되고 그들의 삶에 대한 많은 것들이 뉴스거리가 되고 나면 언론은 많은 영향력을 얻게 된다. 스트럿너 대 디스패치 인쇄 주식회사, 442 N.E.2d 129 (Ohio Ct)와 같은 복수 케이스. app. 1982)는 경찰 조사를 받고 있는 사람의 집 주소와 성명이 게재된 것이 유효하며 "합리적인 공중의 관심사가 담긴 뉴스 가치가 있는 항목"이라는 것을 보여준다. 마지막으로 고려해야 할 부분은 이것이 doxxing의 한 형태로 여겨질 수 있느냐 하는 것이다. 법원이 그 신문의 발행권을 지지하고 있는 상황에서, 이것은 앞으로 바꾸기가 훨씬 더 어렵다. 뉴스워드는 법원 판결과 판례법에 의해 유지되는 많은 것들을 가지고 있다. 이것은 법률에 있는 것이 아니라 다른 많은 법과 관행처럼 법원을 통해 만들어진다. 이것들은 어떤 형태의 소송을 통해 해결되는 경우가 많기 때문에 여전히 사건별로 판단된다.[34] 주제의 뉴스감각을 뒷받침하는 상당한 양의 사건법이 존재하지만, 그것은 포괄적이지 않으며, 뉴스 출판물은 다루지 않은 것들을 출판할 수 있고, 이러한 사실들을 공표할 권리를 위해 법정에서 스스로를 변호할 수 있다.

## 민간 부문 - 빅 테크
민간 부문 행위자들은 개인 데이터를 사용하고 수집하는 아마존, 애플, 페이스북, 구글, 야후와 같은 기술 회사들, 특히 개인 정보 보호 권리를 위협할 수도 있다.
일부 미국 관할구역에서는 구글의 애드워즈에서 개인의 동의 없이 광고나 무역 목적을 위해 개인의 이름을 키워드로 사용하는 것이 특정한 개인 사생활 문제를 야기시켰다.
미성년자들이 디지털 흔적을 남기지 못하도록 보호하는 캘리포니아의 "온라인 삭제"법과 같은 몇몇 주에서 사생활 보호 및 소셜 미디어 콘텐츠 법률이 고려되고 제정되었다. 하지만, 미국은 온라인에서 사생활 보호에 있어서 유럽연합 국가들에 비해 여전히 한참 뒤쳐져 있다. 예를 들어, EU 사법 재판소의 "잊혀질 권리" 판결은 성인과 미성년자 모두를 보호한다.

## 민간 부문 - 미성년자 보호

### 영국
영국의 법과 법정은 저널리즘 공간에서 미성년자의 보호를 지지한다. 영국의 독립언론표준기구(IPSO)는 2017년 12세 소녀가 괴롭힘을 당하는 장면을 소급해서 사용할 수 있다는 것을 보여주었는데, 이는 사이버 왕따의 공포와 향후 아이에게 끼칠 잠재적 위해성 때문에 가능하기 때문이다. 이것은 메일온라인이 아이의 정체를 숨기기 위한 어떠한 시도도 하지 않고 동영상을 게재한 이후였다. 뉴스위스 포인트에 이어 최근 이벤트 진행으로 미국에서도 이런 콘텐츠가 허용될 가능성이 있다. 미성년자 보호는 미국의 다른 문제로서 미성년자가 특정한 일을 하고 있다는 새로운 이야기와 함께 그들의 얼굴이 뉴스 간행물에 소개된다. 디트로이트 자유언론은 예를 들어 10대의 매춘과 마약에 대한 혹독한 이야기를 선택했지만, 그녀와 '테일러에서 온 16세'만을 언급하면서 그녀의 이름을 짓거나 얼굴을 드러낸 적은 없었다. 영국의 경우, 캠벨 v MGN의 경우, Lord Hope는 미성년자 보호는 사례별로 처리될 것이며, 사진에 대한 아동의 인식과 사생활에 대한 기대감에 영향을 받을 것이라고 말했다. 아동의 나이, 활동, 실명 사용 등 많은 요인들이 고려될 것이다.

### 미국
미국의 미성년자 및 아동 보호는 종종 어린이 온라인 개인 정보 보호법(COPPA)의 어깨에 걸려 있다. 이것은 13세 미만의 어린이를 부모나 보호자의 허가 없이 자신의 데이터 수집으로부터 보호한다. 이 법은 많은 사이트들이 13세 이하인지 또는 13세 이하인지 물어보고 가입을 요구하는 이유다. 이 법은 아이들의 정보를 보호하는 데는 좋지만, 13세 이상의 사람들의 정보를 보호하는 데는 실패한다. 그것은 또한 건강보험 휴대성 및 책임에 관한 법률(HIPPA)과 같은 다른 프라이버시 보호법과도 중복되기 시작한다.

## 지원
- 프라이버시 권리는 미국 헌법 수정 제4조에서 언급되고 있는데, "국민이 개인, 주택, 신문 및 효과에 있어서 안전할 권리는 침해되지 않으며, 부당한 검색과 압수에 대해 어떠한 영장도 발부되지 않으며, 가능한 사유에 따라 선서나 확언, 그리고 입회할 수 없다"고 명시되어 있다.ularly는 검색할 장소와 압류할 사람이나 사물을 묘사한다." 디지털 재산에 대한 개정의 논리적 확장은, 만약 인터넷이 작성될 때 존재했다면, 디지털 문서가 본문에서 언급된 문자 그대로의 "페이퍼"보다 더 중요하게 여겨졌을 것이기 때문에, 타당할 것이다. 기술중립의 원리에 기초하여 제4차 개정안은 그 원칙의 일부를 수정하여 인터넷에 적용할 수 있었다.
- 프라이버시는 개인의 개인적인 일에 대한 원하지 않는 잠재적으로 간섭을 피하는 데 도움이 된다.
- 일반 국민에 대한 감시는 그들의 지식이나 동의 없이 이루어졌는데, 이는 본질적으로 비민주적이고 인권을 침해하는 것이다.
- 프라이버시는 조지 오웰의 1984 속 사회에서 부재한 권리 중 하나이다. 사생활이 없다면 빅 브라더 같은 실체가 삶의 모든 측면을 장악하는 것을 막을 수 있는 것은 아무것도 없을 것이다.

## 반대
- 1999년 지니 테크놀로지의 론칭 행사 중, Sun Microsystems의 최고 경영자인 Scott McNealy는 프라이버시 문제는 "어쨌든 당신은 프라이버시가 없다"고 말했다. 잊어버려."
- 논쟁을 숨길 만한 것은 정부 데이터 마이닝과 감시 프로그램은 그들이 일부 불법 행위를 적발하지 않는 한 사생활을 위협하지 않으며 그러한 행위를 저지른 사람들은 그것들을 비공개로 유지할 권리가 없다는 것이다. 이 주장을 지지하는 사람은 데이터 마이닝과 감시에 반대하지 않고 "나는 숨길 것이 없다"고 말할 수 있다.
- 스노든 스캔들 이후, 정부들은 소위 사생활권을 침해하는 실존적 테러 위협이 있다고 주장해왔다.

## 같이 보기
- 인터넷 프라이버시
- 잊힐 권리

## 참고 자료
- 은행비밀보호법, 은행들이 금융거래의 세부사항을 공개하도록 하는 미국법
- 일반 데이터 보호 규정
- 인터넷 프라이버시
- 메인웨이
- 논쟁을 숨길 만한 것은 아무것도 없다.
- 프라이버시
- 잊혀질 권리
- 뉴질랜드의 프라이버시 권리
- 이해관계자 이론

## 메모
효과는 재산의 항목이다.